# Сутенес (комуна)
Комуна Сутенес (швед. Sotenäs kommun) — адміністративно-територіальна одиниця місцевого самоврядування, що розташована в лені Вестра-Йоталанд у південно-західній Швеції.
Сутенес 270-а за величиною території комуна Швеції. Адміністративний центр комуни — місто Кунгсгамн.

## Населення
Населення становить 9 004 чоловік (станом на вересень 2012 року). 
| Кількість населення комуни Сутенес за 1970-2010 роки | Кількість населення комуни Сутенес за 1970-2010 роки | Кількість населення комуни Сутенес за 1970-2010 роки | Кількість населення комуни Сутенес за 1970-2010 роки | Кількість населення комуни Сутенес за 1970-2010 роки |
| ---------------------------------------------------- | ---------------------------------------------------- | ---------------------------------------------------- | ---------------------------------------------------- | ---------------------------------------------------- |
| Рік                                                  |                                                      |                                                      | Населення                                            |                                                      |
| 1970                                                 | 1970                                                 |                                                      | 9 358                                                | 9 358                                                |
| 1975                                                 | 1975                                                 |                                                      | 9 133                                                | 9 133                                                |
| 1980                                                 | 1980                                                 |                                                      | 9 252                                                | 9 252                                                |
| 1985                                                 | 1985                                                 |                                                      | 9 136                                                | 9 136                                                |
| 1990                                                 | 1990                                                 |                                                      | 9 732                                                | 9 732                                                |
| 1995                                                 | 1995                                                 |                                                      | 9 830                                                | 9 830                                                |
| 2000                                                 | 2000                                                 |                                                      | 9 621                                                | 9 621                                                |
| 2005                                                 | 2005                                                 |                                                      | 9 311                                                | 9 311                                                |
| 2010                                                 | 2010                                                 |                                                      | 9 052                                                | 9 052                                                |
| Джерело: SCB                                         |                                                      |                                                      |                                                      |                                                      |

## Населені пункти
Комуні підпорядковано 5 міських поселень (tätort) та низка сільських, більші з яких:
- Кунгсгамн (Kungshamn)
- Бувалльстранд (Bovallstrand)
- Гуннебустранд (Hunnebostrand)
- Смеґен (Smögen)
- Веєрн (Väjern)
- Мальмен (Malmön)

## Галерея

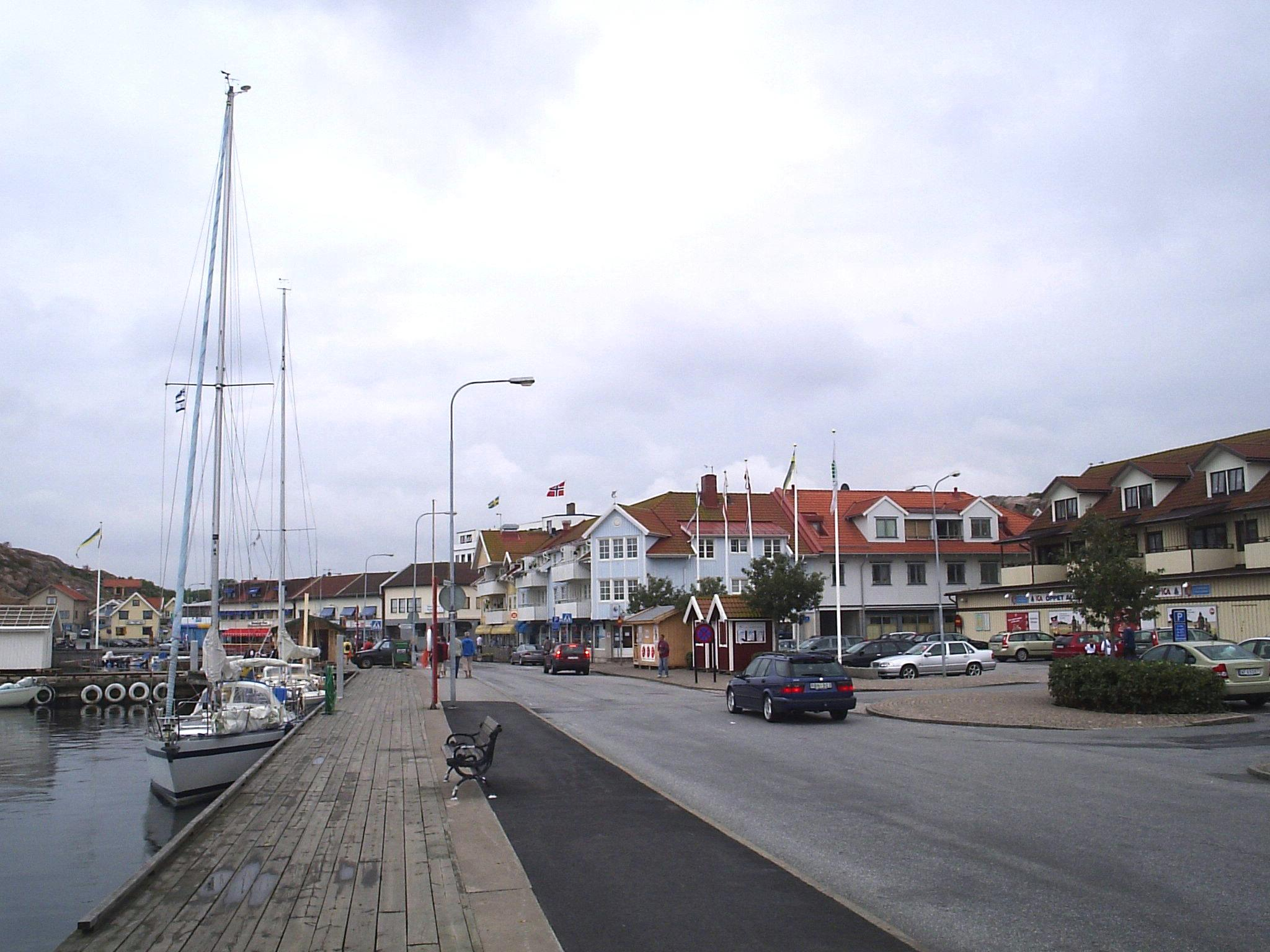
Кунґсгамн
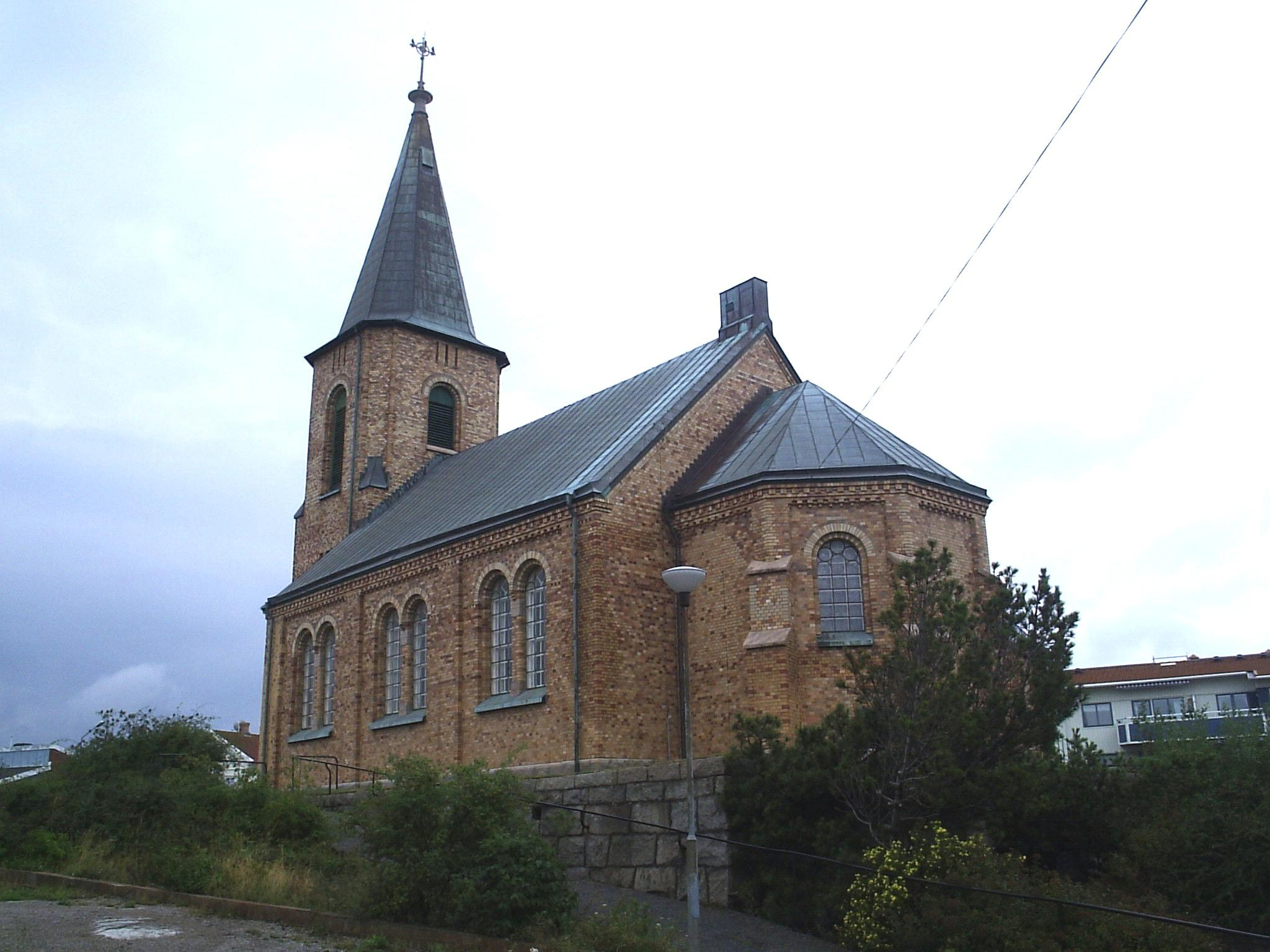
Церква (Смеґен)
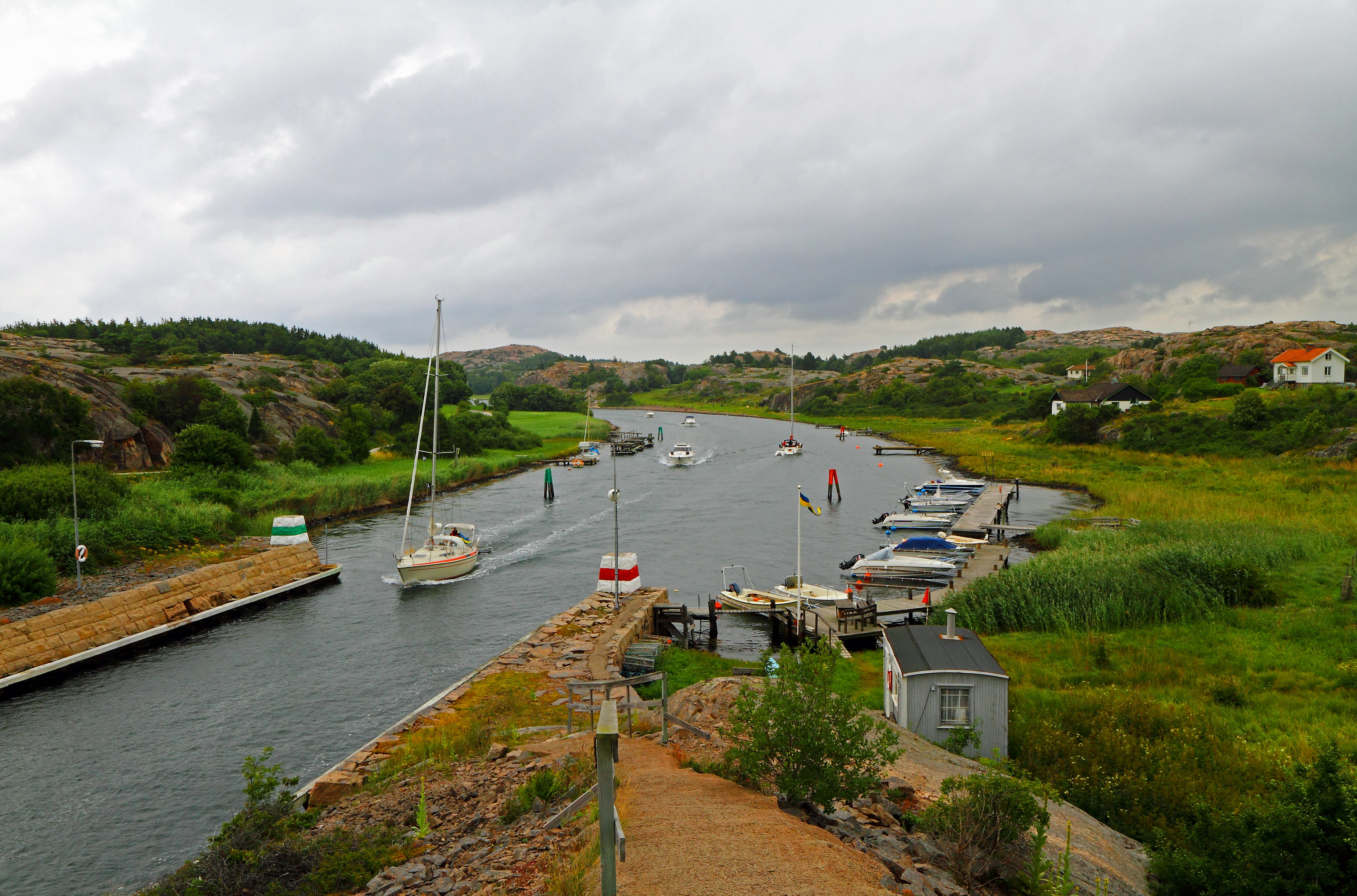
Канал Сутеканален

## Виноски
1. ↑  https://www.expressen.se/gt/rolf-mattsson-ar-hotad-till-livet/?gaa_at=eafs&gaa_n=ARTJ-U8CVPY4xSCt9SU2sysuhMupnIywm_0tRfrJWM_EwsUNfFv9rmj79X8GcKzkbw8%3D&gaa_ts=6652dac7&gaa_sig=aJEiQln4AaoPiWrHW-EARztRL_l6_u1Y23yMCCmLGg-m83Ry-IZmDqiJBGc0hV7PKDz90iH2ymqRDFSRDEYTTQ%3D%3D
2. ↑  https://www.sotenas.se/sidor/arkivstartsidan/sotenasnyheter/finaordochmangaskrattnarmatsabrahamssontackadesav.5.2e2c7de91850dd170999b4f.html
3. ↑  https://sotenas.tromanpublik.se/person/1d87de16-acf4-4586-a8b5-56a6a9e2e580
4. ↑  Folkmangd i riket, lan och kommuner (шв.) . Центральне бюро статистики Швеції. Архів оригіналу за 20 серпня 2013. Процитовано 23 лютого 2013.